# Сташа Гејо
Сташа Гејо (Ниш, 25. новембар 1997) српска је репрезентативка у спортском пењању.

## Биографија
Рођена је у Нишу 25. новембра 1997. године. Чланица је Планинарско-алпинистичко-експедицијског клуба Ниш. Била је светска јуниорска шампионка 2015. године. У сениорској конкуренцији победила је на Светским играма 2017. године. Била је европска шампионка у дисциплини болдер 2017. у Минхену и трећа у комбинацији. Године 2018. године била је трећа на Светском првенству у дисциплини болдер.
Освојила је бронзану медаљу у спортском пењању у дисциплини болдер на Европском првенству 2020. године у Москви.